# Скандієві руди
Скандієві руди (рос. скандиевые руды, англ. scandium ore, нім. Skandiumerz n) —  природні мінеральні утворення з вмістом скандію у таких кількостях, за яких його економічно вигідно видобувати. Руди скандію комплексні, де він асоціює з алюмінієм, ванадієм, вольфрамом, гафнієм, ітрієм, ніобієм, оловом, рідкісними землями, танталом, титаном, ураном, цирконієм.
Скандій утворює два рідкісних мінерали: тортвейтит Sc2[Si2O7] (53 % Sc2O3) і стеретит Sc[РО4]·2Н2О (39 %). Відомий також скандієвий мінерал бацит — аналог берилу. У підвищених кількостях (до 1-2 %) входить до складу гадолініту, евксеніту, хлопініту, ортиту, давидиту а до 0,1 % — ксенотиму, вольфраміту, циркону, каситериту, бранериту, берилу, феримусковіту.

## Загальна інформація
За масштабом родовища розрізняють на великі (100 т і більше), середні великі (10 т і більше), дрібні великі (1 т і більше). Світові ресурси скандію оцінюються мінімум 6000 т. Простежується тенденція до їх збільшення.
Виділяють 25 різновидів найбільш значимих родовищ скандійвмісних руд. Перші п'ять з них такі: — ільменітові, титаномагнетитові родовища і габроанортозитах, габроноритахі троктолітах; — титаномагнетитові родовища у піроксенітах, горнблендитах, олівінітах; — карбонатити і пов'язані з ними метасоматити; — рідкіснометалічні ґраніти і пов'язані з ними метасоматити; — ґранітні пегматити.
Так як скандій — розсіяний елемент, то його можна видобувати попутно з руд-носіїв.
Крім того, скандій присутній у кам'яному вугіллі і для його видобутку можна вести переробку доменних чавуноливарних шлаків, яка була почата в останні роки в ряді розвинених країн.
Основні країни-продуценти скандію на початку ХХІ ст.: Росія, Китай, Казахстан, Україна, Австралія, Канада, Бразилія.
| Руди-носії скандію | Річні обсяги переробки руд-носіїв, млн тонн | Можливість одержання попутного скандію, тонн |
| Боксити            | 71                                          | 710-1420                                     |
| Уранові руди       | 50                                          | 50-500                                       |
| Ільменіти          | 2                                           | 20-40                                        |
| Вольфраміти        |                                             | 30-70                                        |
| Каситерити         | 0,2                                         | 20-25                                        |
| Циркони            | 0,1                                         | 5-12                                         |

## Скандієві руди в Україні
В Україні скандій як промисловий компонент зосереджений в геологічних комплексах Українського щита, який являє собою металогенічну скандієву провінцію. Скандій виявлено в ільменіті корінних родовищ Стремигородської групи та ільменіті розсипних родовищ Іршанської групи. У центральній частині Українського щита розвідане комплексне корінне Жовторічнянське родов. скандієвих руд. Державним балансом запасів корисних копалин України враховуються запаси скандію по чотирьох комплексних родовищах: Жовторічнянське (уран-ванадій-скандієві метасоматити), Стремигородське та Торчинське (апатит-титаномагнетит-ільменітові руди та кори вивітрювання) і Злобичське розсипне родовище ільменіту. Промислове вилучення скандію здійснюється із магнезіально-залізистих метасоматитів Криворіжжя.